# Zero Wing
Zero Wing (jap.: ゼロウィング, Zero Wingu) ist ein 1989 veröffentlichtes Shoot ’em up des Spieleherstellers Toaplan. Nach einer Umsetzung als Arcade-Spiel wurde es 1991 von Toaplan für den Sega Mega Drive in Japan und 1992 von Sega in Europa portiert. 1992 erschien in Japan eine weitere Portierung durch Naxat Soft für die PC Engine (CD-ROM). Die Arcade-Version wurde in den Vereinigten Staaten von Williams Electronics Games vertrieben.
Die europäische Version der Sega-Mega-Drive-Portierung wurde insbesondere durch die schlechte Übersetzung (Engrish) der Texte bekannt, deren bekanntester Satz das später zum Internet-Phänomen gewordene All your base are belong to us war.

## Hintergrundgeschichte
Im Jahr 2101 gelingt es den Raumpiraten, die Kontrolle über die acht Verteidigungsbasen der Föderation der Milchstraße zu übernehmen. Nur das auch Zero Wing genannte Raumschiff ZIG-01 bleibt unbeschädigt. Die Besatzung der Zero Wing soll nun die Raumpiraten aus den acht Verteidigungsbasen vertreiben und diese für die Föderation zurückerobern.

## Spielprinzip
Der Spieler steuert das Kampfraumschiff durch die acht seitlich scrollenden Level. Dabei versucht er, möglichst viele der auftauchenden gegnerischen Objekte abzuschießen und gleichzeitig Kollisionen und gegnerischem Beschuss auszuweichen, indem er das Raumschiff innerhalb des Bildausschnitts bewegt. Am Ende jedes Levels muss ein übergroßer Endgegner besiegt werden.
Dabei stehen dem Spieler drei unterschiedliche Waffensysteme zur Verfügung, die er durch das Aufsammeln von Powerups in drei Stufen ausbauen kann. Folgende Waffen stehen zur Verfügung:
- als Hauptwaffe eine Streuschuss-Kanone (rot)
- eine Laser-Waffe (blau)
- zielsuchende Lenkraketen (grün)

Als weitere Powerups stehen Schutzschilde und Geschwindigkeits-Powerups zur Verfügung. Weiterhin verfügt das Schiff über einen Traktorstrahl, mit dem feindliche Schiffe festgehalten und als großes Geschoss verwendet werden können.
Durch das Einsammeln zweier Powerups der gleichen Waffe wird die nächsthöhere Ausbaustufe erreicht. Wird eine andere Waffe eingesammelt, dann beginnt diese wieder bei der ersten Ausbaustufe, es sei denn, dass die dritte Ausbaustufe bereits erreicht wurde. Durch das Einsammeln zweier Schutzschild-Powerups werden alle Waffen auf die sonst nicht erreichbare Stufe 4 ausgebaut.
Nach Einsammeln des ersten Powerups erscheinen über und unter dem Schiff zwei kleine Satelliten, die ebenfalls Schüsse abfeuern. Gleichzeitig können damit Gegner gerammt und zerstört werden. Bei Feindkontakt oder bei Kontakt mit Hindernissen rücken die Satelliten näher an das Schiff heran und dienen so gleichzeitig als Schutzschild und als Kollisions-Warnhinweis.

## Rezeption
Während frühe Kritiken vor allem in Europa eher negativ ausfielen, wobei meist die schlechte Übersetzung kritisiert wurde, wurde das Spiel im Rückblick positiver betrachtet. So hob das Mean Machines Mag in einem Review aus dem Jahr 2009 die originelle grafische Gestaltung, den brillanten Soundtrack und den herausfordernden Schwierigkeitsgrad und damit verbundenen hohen Wiederspielwert positiv hervor.